# MTLS-1G14
MTLS-1G14 — середній танк, розроблений фірмою Marmon-Herrington Company за замовленням Голландської Ост-Індії. В 1941–1942 рр.

## Історія створення
Голландське замовлення передбачало виготовлення 200 танків MTLS-1G14 до початку 1943 р. Проте, вже в червні 1942 р. його скоротили до 185, а потім — до 125 одиниць. В рахунок скорочених машин голландці повинні були отримати запасні частини, про які забули при підписанні контракту.
Останній, 125-й танк, був виготовлений 4 березня 1942 р. Взяти участь у бойових діях в Голландській Ост-Індії (територія сучасної Індонезії) ці танки не встигли та фактично залишилися поза справами. Єдиними не окупованими голландськими територіями залишилися колоніальні володіння в Південній Америці. У травні 1942 року в Голландській Гвіані (нині — Суринам) почалося формування змішаної моторизованої бригади, для якої фірма Marmon-Herrington почала відвантажувати виготовлену за голландським замовленням техніку. Правда, танків MTLS голландцям потрібно було лише 20 штук, від інших вони відмовилися.
Оскільки ці танки абсолютно не відповідали стандартам армії США і отримали невисоку оцінку спеціалістів Абердинського полігону, було вирішено їх знищити. Однак, виконання цього рішення в травні 1943 р. призупинили на 6 місяців, з тим, щоб спробувати запропонувати MTLS-1G14 союзникам за програмою ленд-лізу. Але всі спроби такого роду зазнали краху. У 1944 р. всі 105 танків цього типу що залишилися у американців були перероблені на метал.

## Конструкція
Клепаний корпус та башта — шестигранної форми. Головне озброєння — спарена установка 37-мм гармат з довжиною ствола в 44 калібру. Ходова частина подібна застосованої на легкому танку CTMS-1TB1;— чотири опорних і два підтримуючих котки на бік.